# تشيران (مقاطعة فومن)
تشيران (بالفارسية: چیران) هي قرية تقع في غيلان في إيران. يقدر عدد سكانها بـ 1,204 نسمة .